# МКХ-10: Клас I. Деякі інфекційні та паразитарні хвороби (A)

## (А00-В99) Клас І. Деякі інфекційні та паразитарні хвороби

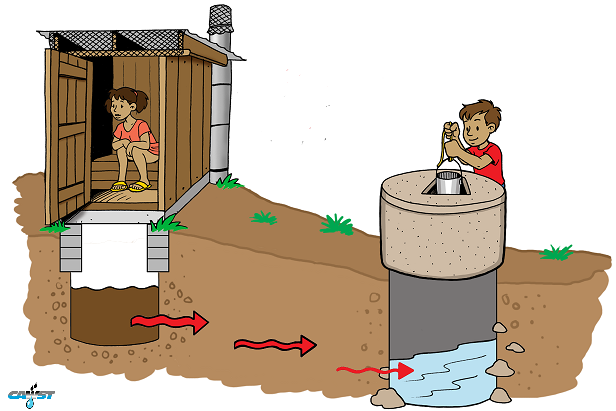
У 88 % випадках інфекційні захворювання спричинюються прісною водою, забрудненою фекальними патогенами з вигрібних ям. зазвичай відбувається в результаті порушення загальної санітарії та особистої гігієни, зокрема під час купання, миття, приготування або споживання їжі.

|  | Включаючи: хвороби, які слід розглядати як такі, що передаються контактним чи трансмісивним шляхом. |
|  | Виключаючи: носіїв чи підозрюваних носіїв інфекційної хвороби (Z22.-); деякі локалізовані інфекції (див. розділи, що відносяться до систем організму); інфекційні та паразитарні хвороби, що ускладнюють вагітність, пологи та післяпологовий період (за винятком акушерського правця та вірусу імунодефіциту людини (ВІЛ))(O98.-); інфекційні та паразитарні хвороби, специфічні для перинатального періоду (за винятком неонатального правця (новонародженого), вродженого сифілісу, перинатальної гонококової інфекції та перинатальної хвороби вірусу імунодефіциту людини (ВІЛ) (P35-P39) та грип та інші гострі респіраторні інфекції (J00-J22) |

Початок — блок розділів A. Продовження на іншій сторінці — блок розділів B.

### (A00—A09) Кишкові інфекційні хвороби
| (A00)   | Холера |
| (A00.0) | Холера, яку спричинює холерний вібріон 01 серогрупи, біовар холери |
|         | Класична холера |
| (A00.1) | Холера, яку спричинює холерний вібріон 01 серогрупи, біовар Ель-Тор 01 |
|         | Холера Ель-Тор |
| (A00.9) | Холера, неуточнена |
| (A01)   | Черевний тиф та паратиф (також тифозна і паратифозна гарячка) |
| (A01.0) | Черевний тиф |
|         | Інфекція, спричинена сальмонелою черевного тифу |
| (A01.1) | Паратиф A |
| (A01.2) | Паратиф B |
| (A01.3) | Паратиф C |
| (A01.4) | Паратиф, неуточнений |
|         | Паратиф, що без додаткового визначення (БДВ) |
| (A02)   | Інші сальмонельозні інфекції |
|         | Включаючи: інфекції або харчові отруєння (токсикоінфекції) через дію сальмонел будь-якого серотипу, відмінних від черевного тифу та паратифів |
| (A02.0) | Сальмонельозний ентерит |
|         | Сальмонельоз |
| (A02.1) | Сальмонельозна септицемія |
| (A02.2) | Локалізовані сальмонельозні інфекції |
|         | Сальмонельозний артрит[†] (M01.3[☆]) |
|         | Сальмонельозний менінгіт[†] (G01[☆]) |
|         | Сальмонельозний остеомієліт[†] (M90.2[☆]) |
|         | Сальмонельозна пневмонія[†] (J17.0[☆]) |
|         | Сальмонельозна тубуло-інтерстиціальна хвороба[†] (N16.0[☆]) |
| (A02.8) | Інші уточнені сальмонельозні інфекції |
| (A02.9) | Сальмонельозна інфекція, неуточнена |
| (A03)   | Шигельоз |
| (A03.0) | Шигельоз, спричинений Shigella dysenteriae (лат.) |
|         | Шигельоз, спричинений шигелами групи A |
| (A03.1) | Шигельоз, спричинений Shigella flexneri (лат.) |
|         | Шигельоз групи B |
| (A03.2) | Шигельоз, спричинений Shigella boydii (лат.) |
|         | Шигельоз групи C |
| (A03.3) | Шигельоз, спричинений Shigella sonnei (лат.) |
|         | Шигельоз групи D |
| (A03.8) | Інший шигельоз |
| (A03.9) | Шигельоз, неуточнений |
|         | Бацилярна дизентерія БДВ |
| (A04)   | Інші бактеріальні кишкові інфекції |
|         | Виключаючи: харчові отруєння, класифіковані в інших рубриках та туберкульозний ентерит (A18.3) |
| (A04.0) | Ентеропатогенна інфекція, яку спричинює кишкова паличка (Escherichia coli (лат.)) |
| (A04.1) | Ентеротоксигенна інфекція, спричинена кишковою паличкою |
| (A04.2) | Ентероінвазивна інфекція, спричинена кишковою паличкою |
| (A04.3) | Ентерогеморагічна інфекція, спричинена кишковою паличкою |
| (A04.4) | Інші кишкові інфекції, зумовлені кишковою паличкою |
|         | Ентерит, спричинений кишковою паличкою [ешерихіозний ентерит] БДВ |
| (A04.5) | Кампілобактеріальний ентерит (сучасна назва — кампілобактеріоз) |
| (A04.6) | Ентерит, спричинений Yersinia enterocolitica (сучасна назва — єрсиніоз кишковий) |
|         | Виключаючи: екстраінтестинальний єрсиніоз (A28.2) |
| (A04.7) | Ентероколіт, спричинений Clostridium difficile (лат.) |
|         | Харчові отруєння, спричинені Clostridium difficile |
|         | Псевдомембранозний ентероколіт |
| (A04.8) | Інші уточнені бактеріальні кишкові інфекції (псевдотуберкульоз) |
| (A04.9) | Бактеріальна кишкова інфекція, неуточнена |
|         | Бактеріальний ентерит БДВ |
| (A05)   | Інші бактеріальні харчові отруєння, не класифіковані в інших рубриках |
|         | Виключаючи: харчові отруєння та інфекції, спричинені Clostridium difficile (A04.7), ентеропатогенну інфекцію, спричинену кишковою паличкою (A04.0-A04.4), лістеріоз (A32.-), сальмонельозні харчові отруєння та інфекції (A02.-) та токсичну дію отруйних харчових продуктів (T61-T62) |
| (A05.0) | Стафілококове харчове отруєння |
| (A05.1) | Ботулізм |
|         | Класичні харчові отруєння, спричинені Clostridium botulinum |
| (A05.2) | Харчове отруєння, спричинене Clostridium perfringens [Clostridium welchii] |
|         | Клостридіальний некротичний ентерит |
|         | Піг-бел |
| (A05.3) | Харчове отруєння, спричинене Vibrio parahaemolyticus |
| (A05.4) | Харчове отруєння, спричинене Bacillus cereus |
| (A05.8) | Інші уточнені бактеріальні харчові отруєння |
| (A05.9) | Бактеріальне харчове отруєння, неуточнене |
| (A06)   | Амебіаз |
|         | Включаючи: інфекцію, внаслідок Entamoeba histolytica |
|         | Виключаючи: інші протозойні кишкові хвороби (A07.-) |
| (A06.0) | Гостра амебна дизентерія |
|         | Гострий амебіаз |
|         | Кишковий амебіаз БДВ |
| (A06.1) | Хронічний кишковий амебіаз |
| (A06.2) | Амебний недизентерійний коліт |
| (A06.3) | Амебома кишечнику |
|         | Амебома БДВ |
| (A06.4) | Амебний печінковий абсцес |
|         | Амебний гепатит |
| (A06.5) | [†] Амебний легеневий абсцес (J99.8[☆]) |
|         | Амебний легеневий абсцес та абсцес печінки |
| (A06.6) | [†] Амебний абсцес головного мозку (G07[☆]) |
|         | Амебний абсцес головного мозку, легенів та печінки |
| (A06.7) | Амебіаз шкіри |
| (A06.8) | Амебна інфекція іншої локалізації |
|         | Амебіаз апендициту |
|         | Амебіазний баланіт [†] (N51.2[☆]) |
| (A06.9) | Амебіаз, неуточнений |
| (A07)   | Інші протозойні кишкові хвороби |
| (A07.0) | Балантидіаз |
|         | Балантидна дизентерія |
| (A07.1) | Гіардіоз [ лямбліоз ] |
| (A07.2) | Криптоспоридіоз |
| (A07.3) | Ізоспороз |
|         | Інфекція, спричинена ізоспорою беллі та ізоспора людини |
|         | Інтестинальний (кишковий) кокцидіоз |
|         | Ізоспоріаз |
| (A07.8) | Інші уточнені протозойні кишкові хвороби |
|         | Кишковий трихомоноз |
|         | Саркоцістоз |
|         | Саркоспорідіоз |
| (A07.9) | Протозойна кишкова хвороба, неуточнена |
|         | Діарея, яку спричинюють джгутикові |
|         | Протозойний коліт |
|         | Протозойна діарея |
|         | Протозойна дизентерія |
| (A08)   | Вірусні та інші уточнені кишкові інфекції |
|         | Виключаючи: грип з проявами в шлунково-кишковому тракті (J09, J10.8, J11.8) |
| (A08.0) | Ротавірусна інфекція |
| (A08.1) | Гостра гастроентеропатія, спричинена збудником Норвалк |
|         | Ентерит, спричинений норовірусами [невеликими круглими структурованими вірусами] |
| (A08.2) | Аденовірусний ентерит |
| (A08.3) | Інший вірусний ентерит |
| (A08.4) | Вірусна кишкова інфекція, неуточнена |
|         | Вірусний ентерит БДВ |
|         | Вірусний гастроентерит БДВ |
|         | Вірусна гастроентеропатія БДВ |
| (A08.5) | Інші уточнені кишкові інфекції |
| (A09)   | Інший гастроентерит та коліт інфекційного або неуточненого походження |
|         | Виключаючи: хвороби, спричинені бактеріальними, найпростішими, вірусними та іншими уточненими інфекційними агентами (A00-A08), неінфекційну діарею (K52.9), неінфекційну неонатальну діарею (P78.3)                                                                                    |
| (A09.0) | Інший та неуточнений гастроентерит та коліт інфекційного походження |
|         | Катар, черевний або кишковий |
|         | Гостра кривава діарея |
|         | Гостра геморагічна діарея |
|         | Гостра водяниста діарея |
|         | Діарея, спричинена дизентерією |
|         | Епідемічна діарея |
|         | Інфекційний або септичний коліт БДВ (геморагічний) |
|         | Інфекційний або септичний ентерит БДВ (геморагічний) |
|         | Інфекційний або септичний гастроентерит БДВ (геморагічний) |
|         | Інфекційна діарея БДВ |
| (A09.9) | Гастроентерит та коліт неуточненого походження |

### (A15—A19)Туберкульоз
|         | Включаючи: інфекції, які спричиняють паличка Коха та Mycobacterium bovis (лат.) |
|         | Виключаючи: вроджений туберкульоз (P37.0), СНІД при ВІЛ-інфекції, зумовлений туберкульозом (B20.0), пневмоконіоз, асоційований з туберкульозом (J65), наслідки туберкульозу (B90.-) та силікотуберкульоз (J65) |
| (A15)   | Туберкульоз органів дихання, підтверджений бактеріологічно та гістологічно |
| (A15.0) | Туберкульоз легенів, підтверджений мікроскопією харкотиння, з культурою або без неї |
|         | Туберкульоз з бронхоектазами, підтверджений бактеріоскопічно з наявністю чи відсутністю росту культури |
|         | Туберкульоз фіброзом легенів, підтверджений бактеріоскопічно з наявністю чи відсутністю росту культури |
|         | Туберкульоз у вигляді специфічної пневмонії, підтверджений бактеріоскопічно з наявністю чи відсутністю росту культури                                                                                          |
|         | Туберкульоз ускладнений пневмотораксом, підтверджений бактеріоскопічно з наявністю чи відсутністю росту культури                                                                                               |
| (A15.1) | Туберкульоз легенів, підтверджений лише культурально |
|         | Стани перераховані в рубриці A15.0, підтверджені лише ростом культури |
| (A15.2) | Туберкульоз легенів, підтверджений гістологічно |
|         | Стани перелічені в рубриці A15.0, підтверджені гістологічно |
| (A15.3) | Туберкульоз легенів, підтверджений неуточненими способами |
|         | Стани перелічені в рубриці A15.0, підтверджені, але не уточнені бактеріологічно або гістологічно |
| (A15.4) | Туберкульоз внутрішньогрудних лімфатичних вузлів, підтверджений бактеріологічно та гістологічно |
|         | Туберкульоз лімфатичних ворітних вузлів, підтверджений бактеріологічно та гістологічно |
|         | Туберкульоз лімфатичних медіастинальних вузлів, підтверджений бактеріологічно та гістологічно |
|         | Туберкульоз лімфатичних трахеобронхіальних вузлів, підтверджений бактеріологічно та гістологічно |
|         | Виключаючи: туберкульоз уточнений як первинний (A15.7) |
| (A15.5) | Туберкульоз гортані, трахеї та бронхів, підтверджений бактеріологічно та гістологічно |
|         | Туберкульоз бронхів, підтверджений бактеріологічно та гістологічно |
|         | Туберкульоз голосової щілини, підтверджений бактеріологічно та гістологічно |
|         | Туберкульоз гортані, підтверджений бактеріологічно та гістологічно |
|         | Туберкульоз трахеї, підтверджений бактеріологічно та гістологічно |
| (A15.6) | Туберкульозний плеврит, підтверджений бактеріологічно та гістологічно |
|         | Туберкульоз плеври, підтверджений бактеріологічно та гістологічно |
|         | Туберкульозна емпієма, підтверджений бактеріологічно та гістологічно |
|         | Виключаючи: первинний респіраторний туберкульоз, підтверджений бактеріологічно та гістологічно (A15.7) |
| (A15.7) | Первинний респіраторний (органів дихання) туберкульоз, підтверджений бактеріологічно та гістологічно |
| (A15.8) | Інший респіраторний туберкульоз, підтверджений бактеріологічно та гістологічно |
|         | Медіастинальний [середостіння] туберкульоз, підтверджений бактеріологічно та гістологічно |
|         | Носоглотковий [назофарінгеальний] туберкульоз, підтверджений бактеріологічно та гістологічно |
|         | Туберкульоз носа, підтверджений бактеріологічно та гістологічно |
|         | Туберкульоз [будь-якого] носового синуса, підтверджений бактеріологічно та гістологічно |
| (A15.9) | Респіраторний туберкульоз, неуточнений, підтверджений бактеріологічно та гістологічно |
| (A16)   | Туберкульоз органів дихання, не підтверджений бактеріологічно та гістологічно |
| (A16.0) | Туберкульоз легенів, бактеріологічно або гістологічно не підтверджений |
|         | Туберкульозний бронхоектаз [каверни], бактеріологічно та гістологічно негативний |
|         | Туберкульозний фіброз легенів, бактеріологічно та гістологічно негативний |
|         | Туберкульозна пневмонія, бактеріологічно та гістологічно негативна |
|         | Туберкульозний пневмоторакс, бактеріологічно та гістологічно негативний |
| (A16.1) | Туберкульоз легенів, бактеріологічне та гістологічне дослідження не проводилися |
|         | Стани перелічені в рубриці A16.0, якщо бактеріологічне та гістологічне дослідження не проводилися |
| (A16.2) | Туберкульоз легенів, без посилання на бактеріологічне чи гістологічне підтвердження |
|         | Туберкульоз легенів БДВ (без посилання на бактеріологічне чи гістологічне підтвердження) |
|         | Туберкульозний бронхоектаз БДВ (без посилання на бактеріологічне чи гістологічне підтвердження) |
|         | Туберкульозний фіброз легенів БДВ (без посилання на бактеріологічне чи гістологічне підтвердження) |
|         | Туберкульозна пневмонія БДВ (без посилання на бактеріологічне чи гістологічне підтвердження) |
|         | Туберкульозний пневмоторакс БДВ (без посилання на бактеріологічне чи гістологічне підтвердження) |
| (A16.3) | Туберкульоз внутрішньогрудних лімфатичних вузлів, без посилання на бактеріологічне чи гістологічне підтвердження                                                                                               |
|         | Туберкульоз лімфатичних ворітних вузлів БДВ (без посилання на бактеріологічне чи гістологічне підтвердження)                                                                                                   |
|         | Туберкульоз лімфатичних внутрішньогрудних вузлів БДВ (без посилання на бактеріологічне чи гістологічне підтвердження)                                                                                          |
|         | Туберкульоз лімфатичних медіастинальних вузлів БДВ (без посилання на бактеріологічне чи гістологічне підтвердження)                                                                                            |
|         | Туберкульоз лімфатичних трахеобронхіальних вузлів БДВ (без посилання на бактеріологічне чи гістологічне підтвердження)                                                                                         |
|         | Виключаючи: первинний туберкульоз внутрішньогрудних лімфатичних вузлів (A16.7) |
| (A16.4) | Туберкульоз гортані, трахеї та бронхів, без посилання на бактеріологічне чи гістологічне підтвердження |
|         | Туберкульоз бронхів БДВ (без посилання на бактеріологічне чи гістологічне підтвердження) |
|         | Туберкульоз голосової щілини БДВ (без посилання на бактеріологічне чи гістологічне підтвердження) |
|         | Туберкульоз гортані БДВ (без посилання на бактеріологічне чи гістологічне підтвердження) |
|         | Туберкульоз трахеї БДВ (без посилання на бактеріологічне чи гістологічне підтвердження) |
| (A16.5) | Туберкульозний плеврит, без посилання на бактеріологічне чи гістологічне підтвердження |
|         | Туберкульоз плеври БДВ (без посилання на бактеріологічне чи гістологічне підтвердження) |
|         | Туберкульозна емпієма БДВ (без посилання на бактеріологічне чи гістологічне підтвердження) |
|         | Туберкульозний плеврит БДВ (без посилання на бактеріологічне чи гістологічне підтвердження) |
|         | Виключаючи: плеврит при первинному туберкульозі органів дихання (A16.7) |
| (A16.7) | Первинний туберкульоз органів дихання, без посилання на бактеріологічне чи гістологічне підтвердження |
|         | Первинний туберкульоз органів дихання БДВ |
|         | Первинний туберкульозний комплекс |
| (A16.8) | Інший туберкульоз органів дихання, без посилання на бактеріологічне чи гістологічне підтвердження |
|         | Медіастинальний туберкульоз БДВ (без посилання на бактеріологічне чи гістологічне підтвердження) |
|         | Туберкульоз носової частини глотки БДВ (без посилання на бактеріологічне чи гістологічне підтвердження) |
|         | Туберкульоз носа БДВ (без посилання на бактеріологічне чи гістологічне підтвердження) |
|         | Туберкульоз [будь-якої] приносової пазухи БДВ (без посилання на бактеріологічне чи гістологічне підтвердження)                                                                                                 |
| (A16.9) | Туберкульоз органів дихання неуточнений, без посилання на бактеріологічне чи гістологічне підтвердження |
|         | Туберкульоз органів дихання БДВ |
|         | Туберкульоз БДВ |
| (A17)   | [†] Туберкульоз нервової системи |
| (A17.0) | [†] Туберкульозний менінгіт |
|         | Туберкульоз твердої оболони мозку (головного, спинного) |
|         | Туберкульозний лептоменінгіт |
| (A17.1) | [†] Менінгеальна туберкульома (G07[☆]) |
|         | Туберкульома твердої оболони мозку |
| (A17.8) | [†] Інший туберкульоз нервової системи |
|         | Туберкульома (туберкульоз) головного мозку (G07[☆]) |
|         | Туберкульома (туберкульоз) спинного мозку (G07[☆]) |
|         | Туберкульозний абсцес головного мозку (G07[☆]) |
|         | Туберкульозний менінгоенцефаліт (G05.0[☆]) |
|         | Туберкульозний мієліт (G05.0[☆]) |
|         | Туберкульозна полінейропатія (G63.0[☆]) |
| (A17.9) | [†] Туберкульоз нервової системи, неуточнений (G99.8[☆]) |
| (A18)   | Туберкульоз інших органів |
| (A18.0) | [†] Туберкульоз кісток та суглобів |
|         | Туберкульоз стегна (M01.1[☆]) |
|         | Туберкульоз коліна (M01.1[☆]) |
|         | Туберкульоз хребта (M49.0[☆]) |
|         | Туберкульозний артрит (M01.1[☆]) |
|         | Туберкульозний мастоїдит (H75.0[☆]) |
|         | Туберкульозний некроз кістки (M90.0[☆]) |
|         | Туберкульозний остит (M90.0[☆]) |
|         | Туберкульозний остеомієліт (M90.0[☆]) |
|         | Туберкульозний синовіт (M68.0[☆]) |
|         | Туберкульозний тендовагініт (M68.0[☆]) |
| (A18.1) | Туберкульоз сечово-статевої системи |
|         | Туберкульоз сечового міхура[†] (N33.0[☆]) |
|         | Туберкульоз шийки матки[†] (N74.0[☆]) |
|         | Туберкульоз нирки[†] (N29.1[☆]) |
|         | Туберкульоз чоловічих статевих органів[†] (N51.-[☆]) |
|         | Туберкульоз сечівника[†] (N29.1[☆]) |
|         | Туберкульозне запалення органів і тканин малого таза у жінок[†] (N74.1[☆]) |
| (A18.2) | Туберкульозна периферична лімфаденопатія |
|         | Туберкульозний аденіт |
|         | Виключаючи: туберкульоз лімфатичних внутрішньогрудних вузлів (A15.4, A16.3), туберкульоз лімфатичних брижових і заочеревинних вузлів (A18.3) та туберкульозну трахеобронхіальну аденопатію (A15.4, A16.3)      |
| (A18.3) | Туберкульоз кишечнику, очеревини та мезентеріальних (брижових) лімфатичних вузлів |
|         | Туберкульоз відхідника та прямої кишки[†] (K93.0[☆]) |
|         | Туберкульоз кишки (товстої) (тонкої)[†] (K93.0[☆]) |
|         | Туберкульоз заочеревинних лімфатичних вузлів |
|         | Туберкульозний асцит |
|         | Туберкульозний ентерит[†] (K93.0[☆]) |
|         | Туберкульозний перитоніт[†] (K67.3[☆]) |
| (A18.4) | Туберкульоз шкіри та підшкірної клітковини |
|         | Індуративний туберкульоз шкіри |
|         | Вовчак виразковий |
|         | Вовчак звичайний БДВ |
|         | Вовчак звичайний повіки[†] (H03.1[☆]) |
|         | Скрофулодерма |
|         | Виключаючи: червоний вовчак (L93.-), системний червоний вовчак (M32.-) |
| (A18.5) | Туберкульоз ока |
|         | Туберкульозний хоріоретиніт [†] (H32.0[☆]) |
|         | Туберкульозний епісклерит [†] (H19.0[☆]) |
|         | Туберкульозний інтерстиціальний кератит [†] (H19.2[☆]) |
|         | Туберкульозний іридоцикліт[†] (H22.0[☆]) |
|         | Туберкульозний кератокон’юнктивіткератит (інтерстиціальний)(фліктенульозний)[†] (H19.2[☆]) |
|         | Виключаючи: вовчак повіки звичайний (A18.4) |
| (A18.6) | Туберкульоз вуха |
|         | Туберкульозний отит середній[†] (H67.0[☆]) |
|         | Виключаючи: туберкульозний мастоїдит (A18.0[†]) |
| (A18.7) | [†] Туберкульоз надниркових залоз (Е35.1[☆]) |
|         | Хвороба Аддісона туберкульозної етіології |
| (A18.8) | Туберкульоз інших уточнених органів |
|         | Туберкульоз ендокарда[†] (I39.8[☆]) |
|         | Туберкульоз міокарда[†] (I41.0[☆]) |
|         | Туберкульоз стравохіду[†] (K23.0[☆]) |
|         | Туберкульоз перикарда[†] (I32.0[☆]) |
|         | Туберкульоз щитоподібної залози[†] (E35.0[☆]) |
|         | Туберкульозний церебральний артеріїт [†] (I68.1[☆]) |
| (A19)   | Міліарний туберкульоз |
|         | Включаючи: туберкульоз дисемінований, туберкульоз генералізований та туберкульозний полісерозит |
| (A19.0) | Гострий міліарний туберкульоз однієї уточненої локалізації |
| (A19.1) | Гострий міліарний туберкульоз множинних локалізацій |
| (A19.2) | Гострий міліарний туберкульоз неуточненої локалізації |
| (A19.8) | Інші форми міліарного туберкульозу |
| (A19.9) | Міліарний туберкульоз неуточненої локалізації |

### (A20—A28) Деякі зоонозні бактеріальні хвороби
| (A20)   | Чума                                                                                              |
|         | Включаючи: інфекцію, яку спричинює чумна паличка                                                  |
| (A20.0) | Бубонна чума                                                                                      |
| (A20.1) | Целлюлярно-шкірна чума                                                                            |
| (A20.2) | Легенева чума                                                                                     |
| (A20.3) | Чумний менінгіт                                                                                   |
| (A20.7) | Септична чума                                                                                     |
| (A20.8) | Інші форми чуми                                                                                   |
|         | Абортивна чума                                                                                    |
|         | Безсимптомна чума                                                                                 |
|         | Pestis minor                                                                                      |
| (A20.9) | Чума, неуточнена                                                                                  |
| (A21)   | Туляремія                                                                                         |
|         | Включаючи: інфекцію, спричинену Francisella tularensis, гарячку оленячої мухи та кролинну гарячку |
| (A21.0) | Ульцерогландулярна туляремія                                                                      |
| (A21.1) | Окулогландулярна туляремія                                                                        |
|         | Офтальмологічна туляремія                                                                         |
| (A21.2) | Легенева туляремія                                                                                |
| (A21.3) | Шлунково-кишкова туляремія                                                                        |
|         | Черевна туляремія                                                                                 |
| (A21.7) | Генералізована туляремія                                                                          |
| (A21.8) | Інші форми туляремії                                                                              |
| (A21.9) | Туляремія, неуточнена                                                                             |
| (A22)   | Сибірка (Антракс)                                                                                 |
|         | Включаючи: інфекцію, спричинену Bacillus anthracis                                                |
| (A22.0) | Шкірна форма сибірки                                                                              |
|         | Злоякісний карбункул                                                                              |
|         | Злоякісні пустули                                                                                 |
| (A22.1) | Легенева форма сибірки                                                                            |
|         | Легеневий антракс                                                                                 |
|         | Хвороба лахмітників                                                                               |
|         | Хвороба сортувальників вовни                                                                      |
| (A22.2) | Кишкова форма сибірки                                                                             |
| (A22.7) | Сибірка септична                                                                                  |
| (A22.8) | Інші форми сибірки                                                                                |
|         | Сибірка ускладнена менінгітом[†] (G01[☆])                                                         |
| (A22.9) | Сибірка, неуточнена                                                                               |
| (A23)   | Бруцельоз                                                                                         |
|         | Включаючи: мальтійську гарячку, середземноморську гарячку та ундулюючу (хвилеподібну) гарячку     |
| (A23.0) | Бруцельоз, спричинений Brucella melitensis                                                        |
| (A23.1) | Бруцельоз, спричинений Brucella abortus                                                           |
| (A23.2) | Бруцельоз, спричинений Brucella suis                                                              |
| (A23.3) | Бруцельоз, спричинений Brucella canis                                                             |
| (A23.8) | Інші форми бруцельозу                                                                             |
| (A23.9) | Бруцельоз, неуточнений                                                                            |
| (A24)   | Сап та Меліоїдоз                                                                                  |
| (A24.0) | Гострий та фульмінантний меліоїдоз                                                                |
|         | Інфекція, спричинена Pseudomonas mallei                                                           |
|         | Інфекція, спричинена Burkholderia mallei                                                          |
|         | Сап                                                                                               |
| (A24.1) | Гострий або блискавичний меліоїдоз                                                                |
|         | Меліоїдоз ускладнений пневмонією                                                                  |
|         | Меліоїдоз ускладнений сепсисом                                                                    |
| (A24.2) | Підгострий та хронічний меліоїдоз                                                                 |
| (A24.3) | Інший меліоїдоз                                                                                   |
| (A24.4) | Меліоїдоз, неуточнений                                                                            |
|         | Інфекція, спричинена Pseudomonas pseudomallei БДВ                                                 |
|         | Інфекція, спричинена Burkholderia pseudomallei БДВ                                                |
|         | Хвороба Вітмора                                                                                   |
| (A25)   | Гарячки від укусу пацюків                                                                         |
| (A25.0) | Спірильоз                                                                                         |
|         | Содоку                                                                                            |
| (A25.1) | Стрептобацильоз                                                                                   |
|         | Епідемічна артритична еритема                                                                     |
|         | Хейврільська гарячка                                                                              |
|         | Стрептобацильозна гарячка від укусу пацюка                                                        |
| (A25.9) | Гарячка від укусу пацюка, неуточнена                                                              |
| (A26)   | Еризипелоїд                                                                                       |
| (A26.0) | Еризипелоїд шкіри                                                                                 |
|         | Еритема мігруюча                                                                                  |
| (A26.7) | Еризипелоїдна септицемія                                                                          |
| (A26.8) | Інші форми еризипелоїду                                                                           |
| (A26.9) | Еризипелоїд, неуточнений                                                                          |
| (A27)   | Лептоспіроз                                                                                       |
| (A27.0) | Лептоспіроз іктерогеморагічний [жовтушно-геморагічний]                                            |
|         | Лептоспіроз, спричинений Leptospira interrogans serovar icterohaemorrhagiae                       |
| (A27.8) | Інші форми лептоспірозу                                                                           |
| (A27.9) | Лептоспіроз, неуточнений                                                                          |
| (A28)   | Інші бактеріальні зоонози, не класифіковані в інших рубриках                                      |
| (A28.0) | Пастерельоз                                                                                       |
| (A28.1) | Хвороба котячих подряпин                                                                          |
|         | Гарячка котячих подряпин                                                                          |
| (A28.2) | Екстраінтестінальний (позакишковий) єрсиніоз                                                      |
|         | Виключаючи: ентерит, спричинений Yersinia enterocolitica (A04.6) та чуму (A20.-)                  |
| (A28.8) | Інші уточнені зоонозні бактеріальні хвороби, не класифіковані в інших рубриках                    |
| (A28.9) | Зоонозні бактеріальні хвороби, неуточнені                                                         |

### (A30—A49) Інші бактеріальні хвороби
| (A30)   | Лепра [хвороба Гансена] |
|         | Включаючи: інфекцію, спричинену мікобактеріями лепри |
|         | Виключаючи: віддалені наслідки лепри (B92) |
| (A30.0) | Недиференційована лепра |
|         | Лепра I |
| (A30.1) | Туберкулоїдна лепра |
|         | Лепра TT |
| (A30.2) | Погранична туберкулоїдна лепра |
|         | Лепра BT |
| (A30.3) | Погранична лепра |
|         | Лепра BB |
| (A30.4) | Погранична лепроматозна лепра |
|         | Лепра BL |
| (A30.5) | Лепроматозна лепра |
|         | Лепра LL |
| (A30.8) | Інші форми лепри |
| (A30.9) | Лепра, неуточнена |
| (A31)   | Інфекція, зумовлена іншими мікобактеріями |
|         | Виключаючи: лепру (A30.-) та туберкульоз (A15-A19) |
| (A31.0) | Легенева мікобактеріальна інфекція |
|         | Інфекція, спричинена мікобактеріями пташиного комплексу |
|         | Інфекція, спричинена внутрішньоклітинними мікобактеріями [паличка Бетті] |
|         | Інфекція, спричинена Mycobacterium kansasii (лат.) |
| (A31.1) | Шкірні мікобактеріальні інфекції |
|         | Виразка Бурулі |
|         | Інфекція, спричинена Mycobacterium marinum (лат.) |
|         | Інфекція, спричинена Mycobacterium ulcerans (лат.) |
| (A31.8) | Інші мікобактеріальні інфекції |
| (A31.9) | Мікобактеріальна інфекція, неуточнена |
|         | Інфекція, спричинена атиповими мікобактеріями БДВ |
|         | Мікобактеріоз БДВ |
| (A32)   | Лістеріоз |
|         | Включаючи: інфекцію харчового походження, спричинену Listeria (лат.) |
|         | Виключаючи: неонатальний (дисемінований) лістеріоз (P37.2) |
| (A32.0) | Шкірний лістеріоз |
| (A32.1) | [†] Лістеріозний менінгіт та менінгоенцефаліт |
|         | Лістеріозний менінгіт (G01[☆]) |
|         | Лістеріозний менінгоенцефаліт (G05.0[☆]) |
| (A32.7) | Лістеріозна септицемія |
| (A32.8) | Інші форми лістеріозу |
|         | Лістеріозний церебральний артеріїт[†] (I68.1[☆]) |
|         | Лістеріозний ендокардит[†] (I39.8[☆]) |
|         | Окулогландулярний лістеріоз |
| (A32.9) | Лістеріоз, неуточнений |
| (A33)   | Правець (тетанус) новонародженого |
| (A34)   | Акушерський правець |
| (A35)   | Інші форми правця |
|         | Включаючи: правець БДВ |
|         | Виключаючи: правець новонародженого (A33) та акушерський правець (A34) |
| (A36)   | Дифтерія |
| (A36.0) | Дифтерія (рото-)глотки |
|         | Дифтерійна мембранозна ангіна |
|         | Тонзілярна дифтерія |
| (A36.1) | Дифтерія носоглотки |
| (A36.2) | Дифтерія гортані |
|         | Дифтерійний ларінготрахеїт |
| (A36.3) | Дифтерія шкіри |
|         | Виключаючи: еритразму (L08.1) |
| (A36.8) | Інша дифтерія |
|         | Дифтерійний кон'юнктивіт[†] (H13.1[☆]) |
|         | Дифтерійний міокардит[†] (I41.0[☆]) |
|         | Дифтерійний поліневрит[†] (G63.0[☆]) |
| (A36.9) | Дифтерія, неуточнена |
| (A37)   | Коклюш |
| (A37.0) | Коклюш, спричинений Bordetella pertussis (лат.) |
| (A37.1) | Коклюш, спричинений Bordetella parapertussis (лат.) |
| (A37.8) | Коклюш, спричинений Bordetella spp. (лат.) |
| (A37.9) | Коклюш, неуточнений |
| (A38)   | Скарлатина |
| (A38)   | Включаючи: скарлатину |
| (A38)   | Виключаючи: стрептококову хворобу горла [ангіну] (J02.0) |
| (A39)   | Менінгококова інфекція |
| (A39.0) | [†] Менінгококовий менінгіт (G01[☆]) |
| (A39.1) | [†] Синдром Уотергауса—Фрідеріксена (Е35.1[☆]) |
|         | Менінгококове геморагічне запалення наднирникової залози |
|         | Менінгококовий наднирниковий синдром |
| (A39.2) | Гостра менінгококцемія |
| (A39.3) | Хронічна менінгококцемія |
| (A39.4) | Менінгококцемія, неуточнена |
|         | Менінгококова бактеріємія БДВ |
| (A39.5) | [†] Менінгококова хвороба серця |
|         | Менінгококовий кардит БДВ (I52.0[☆]) |
|         | Менінгококовий ендокардит (I39.8[☆]) |
|         | Менінгококовий міокардит (I41.0[☆]) |
|         | Менінгококовий перикардит (I32.0[☆]) |
| (A39.8) | Інші менінгококові інфекції |
|         | Менінгококовий артрит[†] (M01.0[☆]) |
|         | Менінгококовий кон'юнктивіт[†] (H13.1[☆]) |
|         | Менінгококовий енцефаліт[†] (G05.0[☆]) |
|         | Менінгококовий ретробульбарний неврит[†] (H48.1[☆]) |
|         | Постменінгококовий артрит[†] (M03.0[☆]) |
| (A39.9) | Менінгококова інфекція, неуточнена |
|         | Менінгококова інфекція БДВ |
| (A40)   | Стрептококовий сепсис |
|         | Виключаючи сепсиси: під час пологів (O75.3), після аборту, позаматкової або молярної вагітності (O03-O07, O08.0), після імунізації (вакцинації) (T88.0), після інфузії, трансфузії та терапевтичної ін’єкції (T80.2), неонатальний (сепсис новонародженого) (P36.0-P36.1), постпроцедурний (післяопераційний) (T81.4) та післяпологовий (O85) |
| (A40.0) | Сепсис, спричинений стрептококами групи A |
| (A40.1) | Сепсис, спричинений стрептококами групи B |
| (A40.2) | Сепсис, спричинений стрептококами групи D |
| (A40.3) | Сепсис, спричинений Streptococcus pneumoniae (лат.) |
|         | Пневмонія ускладнена сепсисом |
| (A40.8) | Інша стрептококова септицемія |
| (A40.9) | Стрептококовий сепсис, неуточнений |
| (A41)   | Інші септицемії |
|         | Виключаючи: бактеріємію БДВ (A49.9), сепсис під час пологів (O75.3), сепсис після аборту, позаматкової або молярної вагітності (O03-O07, O08.0), сепсис після імунізації (вакцинації) (T88.0), сепсис після інфузії, трансфузії та терапевтичної ін'єкції (T80.2), актиномікозний сепсис (A42.7), сибірковий сепсис (A22.7), кандидозну септицемію (B37.7), еризипелоїдну септицемію (A26.7), екстраінтестинальний єрсиніоз (A28.2), гонококовий сепсис (A54.8), герпесвірусний сепсис (B00.7), лістеріозний сепсис (A32.7), менінгококовий сепсис (A39.2-A39.4), неонатальний сепсис (септицемія новонародженого) (P36.-), післяопераційний сепсис (T81.4), післяпологовий сепсис (O85), стрептококовий сепсис (A40.-), генералізовану туляремію (A21.7), меліоїдоз ускладнений сепсисом (A24.1), септичну чуму (A20.7) та токсичний шоковий синдром (A48.3) |
| (A41.0) | Сепсис, який спричинює стафілокок золотистий [Staphylococcus aureus (лат.)] |
| (A41.1) | Сепсис, спричинений іншими уточненими стафілококами |
|         | Сепсис, спричинений коагулазо-негативними стафілококами |
| (A41.2) | Сепсис, спричинений неуточненими стафілококами |
| (A41.3) | Сепсис, спричинений Haemophilus influenzae (лат.) |
| (A41.4) | Сепсис, спричинений анаеробними збудниками |
|         | Виключаючи: газову гангрену (A48.0) |
| (A41.5) | Сепсис, спричинений іншими грам-негативними мікроорганізмами |
|         | Грам-негативний сепсис БДВ |
| (A41.8) | Інша уточнена септицемія |
| (A41.9) | Септицемія, неуточнена |
|         | Септичний шок |
| (A42)   | Актиномікоз |
|         | Виключаючи: актиноміцетому (B47.1) |
| (A42.0) | Легеневий актиномікоз |
| (A42.1) | Абдомінальний (черевний) актиномікоз |
| (A42.2) | Шийно-лицьовий актиномікоз |
| (A42.7) | Актиномікозний сепсис |
| (A42.8) | Інші форми актиномікозу |
| (A42.9) | Актиномікоз, неуточнений |
| (A43)   | Нокардіоз |
| (A43.0) | Легеневий нокардіоз |
| (A43.1) | Шкірний нокардіоз |
| (A43.8) | Інші форми нокардіозу |
| (A43.9) | Нокардіоз, неуточнений |
| (A44)   | Бартонельози |
| (A44.0) | Системний бартонельоз (хвороба Карріона) |
|         | Гарячка Оройя |
| (A44.1) | Шкірний та шкірно-слизовий бартонельоз |
|         | Перуанська бородавка |
| (A44.8) | Інші форми бартонельозу |
| (A44.9) | Бартонельоз, неуточнений |
| (A46)   | Бешиха |
|         | Виключаючи: постнатальну (в післяпологовому періоді) або післяпологову бешиху (O86.8) |
| (A48)   | Інші бактеріальні хвороби, не класифіковані в інших рубриках |
|         | Виключаючи: актиноміцетому (B47.1) |
| (A48.0) | Газова гангрена |
|         | Клостридіальний целюліт |
|         | Клостридіальний міонекроз |
| (A48.1) | Хвороба легіонерів |
| (A48.2) | Хвороба легіонерів без пневмонії (гарячка Понтіак) |
| (A48.3) | Токсичний шоковий синдром |
|         | Виключаючи: ендотоксичний шок БДВ (R57.8) та септицемія БДВ (A41.9) |
| (A48.4) | Бразильська пурпурова гарячка |
|         | Системна гемофільна єгипетська інфекція |
| (A48.8) | Інші уточнені бактеріальні хвороби |
| (A49)   | Бактеріальна інфекція неуточненої локалізації |
|         | Виключаючи: бактеріальні агенти, як причина хвороб, класифікованих в інших рубриках (B95-B96), хламідійну інфекцію БДВ (A74.9), менінгококову інфекцію БДВ (A39.9), рикетсіозну інфекцію БДВ (A79.9) та спірохетозну інфекцію БДВ (A69.9) |
| (A49.0) | Стафілококова інфекція, неуточнена |
| (A49.1) | Стрептококова інфекція, неуточнена |
| (A49.2) | Інфекція, спричинена паличкою Пфайфера [Haemophilus influenzae], неуточнена |
| (A49.3) | Інфекція, яку спричинює мікоплазма, неуточнена |
| (A49.8) | Інші бактеріальні інфекції неуточненої локалізації |
| (A49.9) | Інші бактеріальні невизначеня інфекції |
|         | Включаючи: Бактеріємія БДВ |

### (A50—A64) Інфекційні хвороби, що передаються переважно статевим шляхом
|         | Виключаючи: хвороби, зумовлені вірусом імунодефіциту людини [ВІЛ] (B20-B24), неспецифічні і негонококові уретрити (N34.1) та хворобу Рейтера (M02.3)                           |
| (A50)   | Природжений (вроджений) сифіліс |
| (A50.0) | Ранній природжений сифіліс, симптоматичний |
|         | Ранній вроджений сифіліс шкіри |
|         | Ранній вроджений шкірно-слизовий сифіліс |
|         | Ранній вроджений вісцеральний сифіліс |
|         | Ранній вроджений сифілітичний ларингіт |
|         | Рання вроджена сифілітична офтальмопатія |
|         | Рання вроджена сифілітична остеохондропатія |
|         | Ранній вроджений сифілітичний фарингіт |
|         | Рання вроджена сифілітична пневмонія |
|         | Ранній вроджений сифілітичний рініт |
| (A50.1) | Ранній природжений сифіліс, латентний [прихований] |
| (A50.2) | Ранній природжений сифіліс, неуточнений |
|         | Вроджений сифіліс БДВ |
| (A50.3) | Пізня природжена сифілітична офтальмопатія |
|         | Пізній вроджений сифілітичний інтерстиціальний кератит[†] (H19.2[☆]) |
|         | Пізня вроджена сифілітична офтальмопатія НЕК [†] (H58.8[☆]) |
|         | Виключаючи: тріаду Гатчінсона (A50.5) |
| (A50.4) | Пізній природжений нейросифіліс [ювенільний (підлітковий) нейросифіліс] |
|         | Підлітковий параліч божевільних |
|         | Підлітковий прогресивний параліч |
|         | Підліткова спинна сухотка |
|         | Підлітковий табопаралітичний нейросифіліс |
|         | Пізній вроджений сифілітичний енцефаліт[†] (G05.0[☆]) |
|         | Пізній вроджений сифілітичний менінгіт[†] (G01[☆]) |
|         | Пізня вроджена сифілітична поліневропатія[†] (G63.0[☆]) |
|         | Виключаючи: тріаду Гатчінсона (A50.5) |
| (A50.5) | Інші форми пізнього вродженого сифілісу з симптомами |
|         | Клутон суглобів [†] (M03.1[☆]) |
|         | Зуби Гатчінсона |
|         | Тріада Гатчінсона |
|         | Пізній вроджений кардіоваскулярний сифіліс[†] (I98.0[☆]) |
|         | Пізня вроджена сифілітична артропатія [†] (M03.1[☆]) |
|         | Пізня вроджена сифілітична остеохондропатія[†] (M90.2[☆]) |
|         | Сифілітичний сідлоподібний ніс |
| (A50.6) | Пізній природжений сифіліс, латентний (прихований) |
| (A50.7) | Пізній природжений сифіліс, неуточнений |
|         | Вроджений сифіліс БДВ |
| (A50.9) | Вроджений сифіліс, неуточнений |
| (A51)   | Ранній сифіліс |
| (A51.0) | Первинний сифіліс статевих органів |
|         | Сифілітичний шанкр БДВ |
| (A51.1) | Первинний сифіліс анальної області |
| (A51.2) | Первинний сифіліс іншої локалізації |
| (A51.3) | Вторинний сифіліс шкіри та слизових оболонок |
|         | Плоска кондилома |
|         | Сифілітична алопеція[†] (L99.8[☆]) |
|         | Сифілітична лейкодерма [†] (L99.8[☆]) |
|         | Сифілітичні осередки на слизовій оболонці |
| (A51.4) | Інші форми вторинного сифілісу |
|         | Вторинні сифілітичні запальні захворювання жіночих статевих органів[†] (N74.2[☆])                                                                                              |
|         | Вторинний сифілітичний іридоцикліт[†] (H22.0[☆]) |
|         | Вторинний сифілітичний лімфаденопатія |
|         | Вторинний сифілітичний менінгіт[†] (G01[☆]) |
|         | Вторинний сифілітичний міозит[†] (M63.0[☆]) |
|         | Вторинний сифілітичний офтальмопатія НЕК[†] (H58.8[☆]) |
|         | Вторинний сифілітичний періостит[†] (M90.1[☆]) |
| (A51.5) | Ранній сифіліс, латентний |
| (A51.9) | Ранній сифіліс, неуточнений |
| (A52)   | Пізній сифіліс |
| (A52.0) | [†] Сифіліс серцево-судинної системи |
|         | Серцево-судинний сифілісБДВ (I98.0[☆]) |
|         | Сифілітична аневризма аорти (I79.0[☆]) |
|         | Сифілітичний аортальна недостатність(I39.1[☆]) |
|         | Сифілітичний аортит (I79.1[☆]) |
|         | Сифілітичний церебральний артеріїт (I68.1[☆]) |
|         | Сифілітичний ендокардит БДВ (I39.8[☆]) |
|         | Сифілітичний міокардит (I41.0[☆]) |
|         | Сифілітичний перикардит (I32.0[☆]) |
|         | Сифілітична легенева недостатність (I39.3[☆]) |
| (A52.1) | Симптоматичний нейросифіліс |
|         | Артропатія Шарко [†] (M14.6[☆]) |
|         | Пізній сифілітичний неврит слухового нерва[†] (H94.0[☆]) |
|         | Пізній сифілітичний енцефаліт[†] (G05.0[☆]) |
|         | Пізній сифілітичний менінгіт[†] (G01[☆]) |
|         | Пізній сифілітичний оптична нейропатія [†] (H48.0[☆]) |
|         | Пізній сифілітичний поліневропатія[†] (G63.0[☆]) |
|         | Пізній сифілітичний ретробульбарний неврит[†] (H48.1[☆]) |
|         | Сифілітичний паркінсонізм [†] (G22[☆]) |
|         | Сухотка спинного мозку |
| (A52.2) | Безсимптомний нейросифіліс |
| (A52.3) | Нейросифіліс, неуточнений |
|         | Гума (сифілітична) центральної нервової системи БДВ |
|         | Сифіліс (пізній) центральної нервової системи БДВ |
|         | Сифілома центральної нервової системи БДВ |
| (A52.7) | Інші симптоми пізнього сифілісу |
|         | Гломерулярні хвороби з сифілісом[†] (N08.0[☆]) |
|         | Гума (сифілітична) будь-якої локалізації, за винятком тих, що класифіковані в інших рубриках A52.0-A52.3                                                                       |
|         | Пізній або третинний сифіліс будь-якої локалізації, за винятком тих, що класифіковані в інших рубриках A52.0-A52.3                                                             |
|         | Пізній сифілітичний бурсит[†] (M73.1[☆]) |
|         | Пізній сифілітичний хоріоретиніт [†] (H32.0[☆]) |
|         | Пізній сифілітичний епісклерит [†] (H19.0[☆]) |
|         | Пізні сифілітичні запальні захворювання жіночих статевих органів[†] (N74.2[☆])                                                                                                 |
|         | Пізня сифілітична лейкодерма[†] (L99.8[☆]) |
|         | Пізній сифілітичний офтальмопатія НЕК[†] (H58.8[☆]) |
|         | Пізній сифілітичний перитоніт[†] (K67.2[☆]) |
|         | Сифіліс [етап неуточнений] кістки[†] (M90.2[☆]) |
|         | Сифіліс [етап неуточнений] печінки[†] (K77.0[☆]) |
|         | Сифіліс [етап неуточнений] легких[†] (J99.8[☆]) |
|         | Сифіліс [етап неуточнений] м'язів[†] (M63.0[☆]) |
|         | Сифіліс [етап неуточнений] синовіту [†] (M68.0[☆]) |
| (A52.8) | Пізній сифіліс латентний |
| (A52.9) | Пізній сифіліс, неуточнений |
| (A53)   | Інші та неуточнені форми сифілісу |
| (A53.0) | Латентний сифіліс, неуточнений як ранній або пізній |
|         | Латентний сифіліс БДВ |
|         | Сифіліс з позитивною серологічною реакцією |
| (A53.9) | Сифіліс, неуточнений |
|         | Інфекція, спричинена блідою трепонемою БДВ |
|         | Сифіліс (набутий) БДВ |
|         | Виключаючи: сифіліс БДВ, що призводить до смерті у віці до двох років (A50.2)                                                                                                  |
| (A54)   | Гонококова інфекція |
| (A54.0) | Гонококова інфекція нижнього відділу сечостатевого тракту без абсцедування періуретральних або придаткових залоз                                                               |
|         | Гонококовий цервіцит БДВ |
|         | Гонококовий цистит БДВ |
|         | Гонококовий уретрит БДВ |
|         | Гонокок вульви та вагіни БДВ |
|         | Виключаючи з: абсцесом сечостатевих залоз (A54.1) та періуретральним абсцесом (A54.1)                                                                                          |
| (A54.1) | Гонококова інфекція нижнього відділу сечостатевого тракту з абсцесом періуретральних або придаткових залоз                                                                     |
|         | Гонококовий абсцес бартолінових залоз |
| (A54.2) | Гонококовий тазовий перитоніт та інші гонококові сечостатеві інфекції |
|         | Гонококовий епідидиміт[†] (N51.1[☆]) |
|         | Гонококові запальні захворювання жіночих статевих органів[†] (N74.3[☆]) |
|         | Гонококовий орхіт [†] (N51.1[☆]) |
|         | Гонококовий простатит[†] (N51.0[☆]) |
|         | Виключаючи: гонококовий перитоніт (A54.8) |
| (A54.3) | Гонококова інфекція ока |
|         | Гонококовий кон'юнктивіт[†] (H13.1[☆]) |
|         | Гонококовий іридоцикліт[†] (H22.0[☆]) |
|         | Неонатальна офтальмія (новонароджених), спричинена гонококом |
| (A54.4) | [†] Гонококова інфекція кістково-м'язової системи |
|         | Гонококовий артрит (M01.3[☆]) |
|         | Гонококовий бурсит (M73.0[☆]) |
|         | Гонококовий остеомієліт (M90.2[☆]) |
|         | Гонококовий синовіт (M68.0[☆]) |
|         | Гонококовий тендовагініт (M68.0[☆]) |
| (A54.5) | Гонококовий фарингіт |
| (A54.6) | Гонококова інфекція аноректальної області |
| (A54.8) | Інші гонококові інфекції |
|         | Гонококовий абсцес головного мозку [†] (G07[☆]) |
|         | Гонококовий ендокардит[†] (I39.8[☆]) |
|         | Гонококовий менінгіт[†] (G01[☆]) |
|         | Гонококовий міокардит[†] (I41.0[☆]) |
|         | Гонококовий перикардит[†] (I32.0[☆]) |
|         | Гонококовий перитоніт[†] (K67.1[☆]) |
|         | Гонококова пневмонія[†] (J17.0[☆]) |
|         | Гонококовий сепсис |
|         | Гонококове ураження шкіри |
|         | Виключаючи: гонококовий тазовий перитоніт (A54.2) |
| (A54.9) | Гонококова інфекція, неуточнена |
| (A55)   | Хламідійна лімфогранульома (венерична) |
|         | Включаючи: кліматичний або тропічний бубон, хворобу Дюрана—Нікола—Фавре, естіомен та пахову лімфогранульому                                                                    |
| (A56)   | Інші хвороби, які спричинюють хламідії, що передаються статевим шляхом |
|         | Включаючи: хвороби, що передаються статевим шляхом, які спричинюють Chlamydia trachomatis (лат.)                                                                               |
|         | Виключаючи: хламідійну лімфогранульому (A55), хламідійний неонатальний кон'юнктивіт (P39.1), хламідійну неонатальну пневмонію (P23.1) та стани, класифіковані в рубриках A74.- |
| (A56.0) | Хламідійні інфекції нижнього відділу сечостатевого тракту |
|         | Хламідійний цервіцит |
|         | Хламідійний цистит |
|         | Хламідійний уретрит |
|         | Хламідіоз вульви та вагіни |
| (A56.1) | Хламідійні інфекції тазових та інших сечостатевих органів |
|         | Хламідійний епідидиміт[†] (N51.1[☆]) |
|         | Хламідійні запальні захворювання жіночих статевих органів[†] (N74.4[☆]) |
|         | Хламідійні орхіт[†] (N51.1[☆]) |
| (A56.2) | Хламідійна інфекція сечового тракту, неуточнена |
| (A56.3) | Хламідійна інфекція заднього проходу та прямої кишки [аноректальної області]                                                                                                   |
| (A56.4) | Хламідійна інфекція глотки [фарингіт] |
| (A56.8) | Хламідійна інфекція, що передається статевим шляхом, іншої локалізації |
| (A57)   | Шанкроїд |
|         | Включаючи: м'який шанкр |
| (A58)   | Пахова гранульома |
|         | Включаючи: донованоз |
| (A59)   | Трихомоноз |
|         | Виключаючи: кишковий трихомоноз (A07.8) |
| (A59.0) | Урогенітальний трихомоніаз |
|         | Leukorrhoea (vaginalis) (лат.), спричинений трихомонадою (вагінальною) |
|         | Простатит[†] (N51.0[☆]), спричинений трихомонадою (вагінальною) |
| (A59.8) | Трихомоніаз інших локалізацій |
| (A59.9) | Трихомоніаз, неуточнений |
| (A60)   | Аногенітальні герпесвірусні інфекції [герпес простий] |
| (A60.0) | Герпесвірусна інфекція геніталій та урогенітальної системи |
|         | Герпесвірусні інфекції геніталій: жінок[†] (N77.0-N77.1[☆]) та чоловіків[†] (N51.-[☆])                                                                                         |
| (A60.1) | Герпесвірусна інфекція навколоанальної області та прямої кишки |
| (A60.9) | Герпесвірусна інфекція аногенітальна, неуточнена |
| (A63)   | Інші хвороби, що передаються переважно статевим шляхом, не класифіковані в інших рубриках                                                                                      |
|         | Виключаючи: контагіозний молюск (B08.1) та папілому на шийці матки (D26.0) |
| (A63.0) | Аногенітальні бородавки (венеричні) |
| (A63.8) | Інші уточнені хвороби, що передаються переважно статевим шляхом |
| (A64)   | Неуточнені захворювання, що передаються статевим шляхом |
|         | Включаючи: венеричну хворобу БДВ |

### (A65—A69) Інші хвороби, які спричинюютьспірохети
|         | Виключаючи: лептоспіроз (A27.-) та сифіліс (A50-A53)                                   |
| (A65)   | Невенеричний сифіліс                                                                   |
|         | Включаючи: Беджель, ендемічний сифіліс та Н'ювера                                      |
| (A66)   | Фрамбезія                                                                              |
|         | Включаючи: боубу, фрамбезію (тропічну) та піан                                         |
| (A66.0) | Первинне ушкодження при фрамбезії                                                      |
|         | Фрамбезійний шанкр                                                                     |
|         | Фрамбезія початкова або первинна                                                       |
|         | Первинна фрамбезійная виразка                                                          |
|         | Фрамбезія, отримана від матері                                                         |
| (A66.1) | Множинні папіломи та піанома підошви                                                   |
|         | Фрамбезіома                                                                            |
|         | Піанома                                                                                |
|         | Папілома підошви або долоні при фрамбезії                                              |
| (A66.2) | Інші ранні ураження шкіри при фрамбезії                                                |
|         | Фрамбезія шкіри, менше п'яти років після зараження                                     |
|         | Рання фрамбезія (шкіри) (плямиста) (плямисто папульозна)(мікропапульозна) (папульозна) |
|         | Фрамбезид при ранній фрамбезії                                                         |
| (A66.3) | Гіперкератоз при фрамбезії                                                             |
|         | Рука вампіра                                                                           |
|         | Гіперкератоз долоні або підошви (ранній) (пізній), спричинений фрамбезією              |
|         | Роз'їдені черв'яком підошви                                                            |
| (A66.4) | Гуми та виразки при фрамбезії                                                          |
|         | Гумозний фрамбезид                                                                     |
|         | Вузлувата пізня фрамбезія (виразкова)                                                  |
| (A66.5) | Деструктивний назофарингіт при фрамбезії                                               |
|         | Ринофарингіт спотворюючий                                                              |
| (A66.6) | Ушкодження кісток та суглобів при фрамбезії                                            |
|         | Фрамбезія ганглію (рання)(пізня)                                                       |
|         | Гідрартроз при фрамбезії (ранній)(пізній)                                              |
|         | Остит при фрамбезії (ранній)(пізній)                                                   |
|         | Періостит (гіпертрофічний) при фрамбезії (ранній)(пізній)                              |
|         | Гунду при фрамбезії (пізня)                                                            |
|         | Гума кістки при фрамбезії (пізня)                                                      |
|         | Гумозний остит або періостит при фрамбезії (пізній)                                    |
| (A66.7) | Інші прояви фрамбезії                                                                  |
|         | Навколосуглобові вузли при фрамбезії                                                   |
|         | Фрамбезія слизової оболонки                                                            |
| (A66.8) | Латентна фрамбезія                                                                     |
|         | Фрамбезія без клінічних проявів, з позитивною серологічною реакцією                    |
| (A66.9) | Фрамбезія, неуточнена                                                                  |
| (A67)   | Пінта [карате]                                                                         |
| (A67.0) | Первинні ушкодження при пінті                                                          |
|         | Шанкр (первинний) при пінті [карате]                                                   |
|         | Папула (первинна) при пінті [карате]                                                   |
| (A67.1) | Проміжні ушкодження при пінті                                                          |
|         | Еритематозні бляшки при пінті [карате]                                                 |
|         | Гіперхромні ушкодження при пінті [карате]                                              |
|         | Гіперкератоз при пінті [карате]                                                        |
|         | Пінтиди                                                                                |
| (A67.2) | Пізні ушкодження при пінті                                                             |
|         | Серцево-судинні ушкодження[†] (I98.1[☆])                                               |
|         | Ушкодження ахромічні шкіри при пінті [карате]                                          |
|         | Ушкодження рубцеві шкіри при пінті [карате]                                            |
|         | Ушкодження дисхромні шкіри при пінті [карате]                                          |
| (A67.3) | Змішані ушкодження при пінті                                                           |
|         | Ахромічні з гіперхромними ушкодженнями шкіри при пінті [карате]                        |
| (A67.9) | Пінта, неуточнена                                                                      |
| (A68)   | Поворотні (рецидивні) гарячки                                                          |
|         | Включаючи: поворотний тиф                                                              |
|         | Виключаючи: хворобу Лайма (A69.2)                                                      |
| (A68.0) | Епідемічний поворотний тиф (Поворотна гарячка внаслідок вошивості)                     |
|         | Рецидивна гарячка, спричинена Borrelia recurrentis (лат.)                              |
| (A68.1) | Ендемічний поворотний тиф (Поворотний тиф кліщового походження)                        |
|         | Рецидивна гарячка, спричинена будь-якими видами борелій, окрім Borrelia recurrentis    |
| (A68.9) | Поворотна гарячка, неуточнена                                                          |
| (A69)   | Інші інфекції, спричинені спірохетами                                                  |
| (A69.0) | Некротизуючий виразковий стоматит                                                      |
|         | Швидкорозпадаючі виразки ротової порожнини                                             |
|         | Фузоспірохетозна гангрена                                                              |
|         | Нома                                                                                   |
|         | Гангренозний стоматит                                                                  |
| (A69.1) | Інші інфекції Венсана                                                                  |
|         | Фузоспірохетозний фарингіт                                                             |
|         | Гострий некротизуючий виразковий гінгівіт                                              |
|         | Некротизуючий виразковий (гострий) гінгівостоматит                                     |
|         | Спірохетозний стоматит                                                                 |
|         | Trench mouth                                                                           |
|         | Ангіна Венсана                                                                         |
|         | Гінгівіт Венсана                                                                       |
| (A69.2) | Хвороба Лайма                                                                          |
|         | Еритема хронічна мігруюча, спричинена Borrelia burgdorferi (лат.)                      |
| (A69.8) | Інші уточнені спірохетозні інфекції                                                    |
| (A69.9) | Спірохетозна інфекція, неуточнена                                                      |

### (A70—A74) Інші хвороби, які спричинюютьхламідії
| (A70)   | Інфекції, спричинені Chlamydia psittaci (сучасна назва — Chlamydophila psittaci) (лат.) |
|         | Орнітоз |
|         | Папугова хвороба |
|         | Пситакоз |
| (A71)   | Трахома |
|         | Виключаючи: наслідки трахоми (B94.0) |
| (A71.0) | Початкова стадія трахоми |
|         | Трахома сумнівна |
| (A71.1) | Активна стадія трахоми |
|         | Гранульозний кон'юнктивіт (трахоматозний) |
|         | Трахоматозний фолікулярний кон'юнктивіт |
|         | Трахоматозний паннус |
| (A71.9) | Трахома, неуточнена |
| (A74)   | Інші хвороби, спричинені хламідіями |
|         | Виключаючи: хламідійну пневмонію (J16.0), неонатальний хламидійний кон'юнктивіт (P39.1), неонатальну хламидійну пневмонію (P23.1) та хламідійні хвороби, що передаються статевим шляхом (A55-A56) |
| (A74.0) | [†] Хламідійний кон'юнктивіт (Н13.1[☆]) |
|         | Паратрахома |
| (A74.8) | Інші хламідійні хвороби |
|         | Хламидійний перитоніт[†] (K67.0[☆]) |
| (A74.9) | Хламідійна інфекція, неуточнена |
|         | Хламідіоз БДВ |

### (A75—A79)Рикетсіози
| (A75)   | Висипний тиф                                                                                         |
|         | Виключаючи: рикетсіоз, спричинений Ehrlichia sennetsu (лат.) (A79.8)                                 |
| (A75.0) | Епідемічний висипний тиф (Епідемічний висипний вошивий тиф, зумовлений Rickettsia prowazekii)        |
|         | Класичний тиф (гарячка)                                                                              |
|         | Епідемічний висипний тиф (вошивого походження)                                                       |
| (A75.1) | Рецидивний тиф [хвороба Брілла]                                                                      |
|         | Хвороба Брілла—Цінссера                                                                              |
| (A75.2) | Ендемічний висипний тиф (Висипний тиф, спричинений Rickettsia typhi)                                 |
|         | Щурячий тиф (ендемічний блошиний)                                                                    |
| (A75.3) | Цуцугамуші (Висипний тиф, спричинений Rickettsia tsutsugamushi)                                      |
|         | Чагарниковий (кліщовий) тиф                                                                          |
|         | Японська річкова гарячка                                                                             |
| (A75.9) | Висипний тиф, неуточнений                                                                            |
|         | Висипний тиф (гарячка) БДВ                                                                           |
| (A77)   | Плямиста гарячка [ кліщові рикетсіози]                                                               |
| (A77.0) | Плямиста гарячка Скелястих Гір (Плямиста гарячка, спричинена Rickettsia rickettsii)                  |
|         | Плямиста гарячка Скелястих Гір                                                                       |
|         | Гарячка Сан-Паулу                                                                                    |
| (A77.1) | Марсельська гарячка (Плямиста гарячка, спричинена Rickettsia conorii)                                |
|         | Африканський кліщовий тиф                                                                            |
|         | Прищеподібна гарячка                                                                                 |
|         | Індійський кліщовий тиф                                                                              |
|         | Кенійський кліщовий тиф                                                                              |
|         | Марсельська гарячка                                                                                  |
|         | Середземноморська кліщова гарячка                                                                    |
| (A77.2) | Кліщовий висипний тиф Північної Азії (Плямиста гарячка, спричинена Rickettsia sibirica)              |
|         | Північно-азіатський кліщовий тиф                                                                     |
|         | Сибірський кліщовий тиф                                                                              |
| (A77.3) | Австралійський кліщовий рикетсіоз (Плямиста гарячка, спричинена Rickettsia australis)                |
|         | Квінслендський кліщовий тиф                                                                          |
| (A77.8) | Інші плямисті гарячки                                                                                |
| (A77.9) | Плямиста гарячка, неуточнена                                                                         |
|         | кліщовий тиф БДВ                                                                                     |
| (A78)   | Ку-гарячка                                                                                           |
|         | Включаючи: інфекцію, спричинену Coxiella burnetii, гарячку дев'ятої милі та квадрілатеральну гарячку |
| (A79)   | Інші рикетсіози                                                                                      |
| (A79.0) | Волинська гарячка (Окопна (пароксизмальна) гарячка)                                                  |
|         | Гарячка Квінтана (п'ятиденна пароксизмальна гарячка)                                                 |
|         | Волинська гарячка                                                                                    |
| (A79.1) | Везикульозний рикетсіоз (Рикетсіозна віспа, спричинена Rickettsia akari                              |
|         | Гарячка К'ю Гарден                                                                                   |
|         | Везикулярний рикетсіоз                                                                               |
| (A79.8) | Інші уточнені рикетсіози                                                                             |
|         | Рикетсіоз, спричинений Ehrlichia sennetsu                                                            |
| (A79.9) | Рикетсіоз, неуточнений                                                                               |
|         | Інфекції, які спричинюють Rickettsia БДВ                                                             |

### (A80—A89) Вірусніінфекційні хворобицентральної нервової системи
|         | Виключаючи наслідки: поліомієліту (B91) та вірусного енцефаліту (B94.1) |
| (A80)   | Гострий поліомієліт |
| (A80.0) | Гострий паралітичний поліомієліт, асоційований з вакциною |
| (A80.1) | Гострий паралітичний поліомієліт, спричинений завезеним диким вірусом |
| (A80.2) | Гострий паралітичний поліомієліт, спричинений природним диким вірусом |
| (A80.3) | Гострий паралітичний поліомієліт, інший та неуточнений |
| (A80.4) | Гострий непаралітичний поліомієліт |
| (A80.9) | Гострий поліомієліт, неуточнений |
| (A81)   | Повільні вірусні інфекції центральної нервової системи |
|         | Включаючи: пріонові хвороби центральної нервової системи |
| (A81.0) | Хвороба Кройцфельда — Якоба |
|         | Трансмісивна спонгіформна (губчаста) енцефалопатія |
| (A81.1) | Підгострий склерозуючий паненцефаліт |
|         | Енцефаліт, спричинений тільцями включення Доусона |
|         | Склерозуюча лейкоенцефалопатія Ван Богарта |
| (A81.2) | Прогресуюча мультифокальна лейкоенцефалопатія |
|         | Багатоосередкова лейкоенцефалопатія БДВ |
| (A81.8) | Інші повільні вірусні інфекції центральної нервової системи |
|         | Куру |
| (A81.9) | Повільна вірусна інфекція центральної нервової системи, неуточнена |
|         | Пріонова хвороба центральної нервової системи БДВ |
| (A82)   | Сказ |
| (A82.0) | Сказ лісовий |
| (A82.1) | Сказ міський |
| (A82.9) | Сказ, неуточнений |
| (A83)   | Вірусні енцефаліти, які поширюють комарі |
|         | Включаючи: комариний вірусний менінгоенцефаліт |
|         | Виключаючи: венесуельський кінський енцефаліт (A92.2) |
| (A83.0) | Японський енцефаліт |
| (A83.1) | Західний енцефаломієліт коней |
| (A83.2) | Східний енцефаломієліт коней |
| (A83.3) | Енцефаліт Сент-Луїс |
| (A83.4) | Енцефаліт долини Муррея |
|         | Хвороба, спричинена вірусом Кунджін |
| (A83.5) | Каліфорнійський енцефаліт |
|         | Каліфорнійський менінгоенцефаліт |
|         | Енцефаліт Ла-Кросс |
| (A83.6) | Енцефаліт Росіо |
| (A83.8) | Інший комариний вірусний енцефаліт |
| (A83.9) | Комариний вірусний енцефаліт, неуточнений |
| (A84)   | Кліщовий вірусний енцефаліт |
|         | Включаючи: кліщовий вірусний менінгоенцефаліт |
| (A84.0) | Далекосхідний кліщовий енцефаліт [російський весняно-літній енцефаліт] |
| (A84.1) | Центральноєвропейський кліщовий енцефаліт |
| (A84.8) | Інший кліщовий вірусний енцефаліт |
|         | Стрибаюча хвороба |
|         | Хвороба, яку спричинює вірус Повассан |
| (A84.9) | Кліщовий вірусний енцефаліт, неуточнений |
| (A85)   | Інші вірусні енцефаліти, які не класифіковані в інших рубриках |
|         | Включаючи: уточнений некротичний вірусний енцефаломієліт НЕК та уточнений некротичний вірусний менінгоенцефаліт НЕК |
|         | Виключаючи: доброякісний міалгічний енцефаломієліт (G93.3); енцефаліт, який спричинюють: герпесвіруси [ [герпес простий] ] (B00.4), вірус кору (B05.0), вірус епідемічного паротиту (B26.2), вірус поліомієліту (A80.-), вірус оперізуючого герпесу (B02.0); та лімфоцитарний хоріоменінгіт (A87.2) |
| (A85.0) | [†] Ентеровірусний енцефаліт (G05.1[☆]) |
|         | Ентеровірусний енцефаломієліт |
| (A85.1) | [†] Аденовірусний енцефаліт (G05.1[☆]) |
|         | Аденовірусний менінгоенцефаліт |
| (A85.2) | Арбовірусний енцефаліт (що переноситься членистоногими), неуточнений |
| (A85.8) | Інші уточнені вірусні енцефаліти |
|         | Летаргічний енцефаліт |
|         | Хвороба фон Економо-Крачета |
| (A86)   | Неуточнений вірусний енцефаліт |
|         | Включаючи: вірусний енцефаломієліт БДВ та вірусний менінгоенцефаліт БДВ |
| (A87)   | Вірусний менінгіт |
|         | Виключаючи менінгіт, який спричинюють: герпесвіруси [герпес простий] (B00.3), вірус кору (B05.1), вірус епідемічного паротиту (B26.1), вірус поліомієліту (A80.-) та вірус оперізувального герпесу (B02.1)                                                                                          |
| (A87.0) | [†] Ентеровірусний менінгіт (G02.0[☆]) |
|         | Менінгіт, спричинений вірусами Коксаки |
|         | Менінгіт, спричинений Ехо вірусами |
| (A87.1) | [†] Аденовірусний менінгіт (G02.0[☆]) |
| (A87.2) | Лімфоцитарний хоріоменінгіт |
|         | Лімфоцитарний менінгоенцефаліт |
| (A87.8) | Інший вірусний менінгіт |
| (A87.9) | Вірусний менінгіт, неуточнений |
| (A88)   | Інші вірусні інфекційні захворювання центральної нервової системи, які не класифіковані в інших рубриках |
|         | Виключаючи: вірусний енцефаліт БДВ (A86) та вірусний менінгіт БДВ (A87.9) |
| (A88.0) | Ентеровірусна екзантематозна гарячка [ Бостонська екзантема ] |
| (A88.1) | Епідемічне запаморочення |
| (A88.8) | Інші уточнені вірусні інфекційні хвороби центральної нервової системи |
| (A89)   | Вірусні інфекційні хвороби центральної нервової системи, неуточнені (інфекція, яку спричинює герпесвірус людини 7-го типу) |

### (A90—A99) Вірусні гарячки тавірусні геморагічні гарячки, які переносятьчленистоногі
| (A90)   | Гарячка денге [класична гарячка денге]                                                  |
|         | Виключаючи: геморагічну гарячку, зумовлену вірусом денге (A91)                          |
| (A91)   | Геморагічна гарячка, зумовлена вірусом денге                                            |
| (A92)   | Інші вірусні гарячки, які переносять комарі                                             |
|         | Виключаючи: гарячку Росс Рівер (B33.1)                                                  |
| (A92.0) | Чікунгунья                                                                              |
|         | Геморагічна гарячка Чікунгунья                                                          |
| (A92.1) | О'ньйонг'ньйонг                                                                         |
| (A92.2) | Венесуельський енцефаломієліт                                                           |
|         | Венесуельський кінський енцефаліт                                                       |
|         | Хвороба, спричинена вірусом венесуельського кінського енцефаломієліту                   |
| (A92.3) | Гарячка Західного Нілу (Інфекція, спричинена вірусом Західного Нілу)                    |
|         | Західнонільська гарячка                                                                 |
| (A92.4) | Гарячка Рифт Валлі                                                                      |
| (A92.8) | Інші уточнені комарині вірусні гарячки                                                  |
| (A92.9) | Комарина вірусна гарячка, неуточнена                                                    |
| (A93)   | Інші вірусні гарячки, які передаються членистоногими, не класифіковані в інших рубриках |
| (A93.0) | Вірусна хвороба Оропуш                                                                  |
|         | Гарячка Оропуш                                                                          |
| (A93.1) | Москітна гарячка                                                                        |
|         | Гарячка паппатачі                                                                       |
|         | Флеботомна гарячка                                                                      |
| (A93.2) | Колорадська кліщова гарячка                                                             |
| (A93.8) | Інші уточнені вірусні гарячки, які передають членистоногі                               |
|         | Хвороба, спричинена віруом Пайрі                                                        |
|         | Хвороба, спричинена вірусом везикулярного стоматиту [гарячка індіана]                   |
| (A94)   | Вірусна гарячка, яку переносять членистоногі, неуточнена                                |
|         | Включаючи: арбовірусну гарячка БДВ та арбовірусна інфекція БДВ                          |
| (A95)   | Жовта гарячка                                                                           |
| (A95.0) | Лісова жовта гарячка                                                                    |
|         | Жовта гарячка джунглів                                                                  |
| (A95.1) | Міська жовта гарячка                                                                    |
| (A95.9) | Жовта гарячка, неуточнена                                                               |
| (A96)   | Ареновірусна геморагічна гарячка                                                        |
| (A96.0) | Аргентинська геморагічна гарячка (Геморагічна гарячка, спричинена вірусом Хунін)        |
|         | Геморагічна гарячка Аргентини                                                           |
| (A96.1) | Болівійська геморагічна гарячка (Геморагічна гарячка Мачупо)                            |
|         | Геморагічна гарячка Болівії                                                             |
| (A96.2) | Гарячка Ласса                                                                           |
| (A96.8) | Інша ареновірусна геморагічна гарячка                                                   |
| (A96.9) | Ареновірусна геморагічна гарячка, неуточнена                                            |
| (A98)   | Інші геморагічні вірусні гарячки, не класифіковані в інших рубриках                     |
|         | Виключаючи: геморагічну гарячку Чікунгунья (A92.0) та геморагічну гарячку денге (A91)   |
| (A98.0) | Крим-Конго геморагічна гарячка                                                          |
|         | Середньоазіатська геморагічна гарячка                                                   |
| (A98.1) | Омська геморагічна гарячка                                                              |
| (A98.2) | Хвороба К'ясанурського лісу (К’ясанурська лісова хвороба)                               |
| (A98.3) | Хвороба, яку спричинює вірус Марбург                                                    |
| (A98.4) | Хвороба, яку спричинює вірус Ебола                                                      |
| (A98.5) | Геморагічна гарячка з нирковим синдромом                                                |
|         | Епідемічна геморагічна гарячка                                                          |
|         | Корейська геморагічна гарячка                                                           |
|         | Російська геморагічна гарячка                                                           |
|         | Хвороба, спричинена вірусом Хантаан                                                     |
|         | Хвороба з нирковими проявами, спричинена хантанвірусами                                 |
|         | Епідемічна нефропатія                                                                   |
|         | Виключаючи: Хантавірусний (кардіо-)пульмонарний синдром (B33.4[†], J17.1[☆])            |
| (A98.8) | Інші уточнені вірусні геморагічні гарячки                                               |
| (A99)   | Вірусна геморагічна гарячка, неуточнена                                                 |

## Виноски
1. ↑  International Statistical Classification of Diseases and Related Health Problems 10th Revision. Version:2015 (англ.). World Health Organization. Процитовано 15 листопада 2015. (англ.)
2. ↑  Клініко-статистична класифікація хвороб, розроблена на базі МКХ-10 (проект) (укр.). Міністерство охорони здоров'я України. Процитовано 15 листопада 2015. (укр.)
3. ↑  Burden of disease and cost-effectiveness estimates. World Health Organization. Архів оригіналу за 13 лютого 2014. Процитовано 5 квітня 2014. (англ.)